# Supraspinøs fascie
Supraspinøs fascie fuldender den osseofibrøse indkapsling hvori supraspinatus er; den yder tilknytning, ved dens dybe overflade, til nogle af fibrene i musklen
Den er tyk medialt, men tyndere lateralt under det coracoacromiale ligament.